# Jan Karski (mon nom est une fiction)
Pour les articles homonymes, voir Karski.

Jan Karski (mon nom est une fiction) est une pièce de théâtre créée en 2011 par Arthur Nauzyciel d'après le roman Jan Karski de Yannick Haenel. Présenté pour la première fois au festival d'Avignon, ce spectacle s'inspire de la vie du résistant polonais Jan Karski et de sa difficulté à sensibiliser les Alliés au sort des Juifs pendant la Seconde Guerre mondiale. La qualité de cette pièce lui a valu de recevoir le prix Georges-Lerminier du Syndicat de la critique pour la saison 2011-2012.

## Origines du spectacle

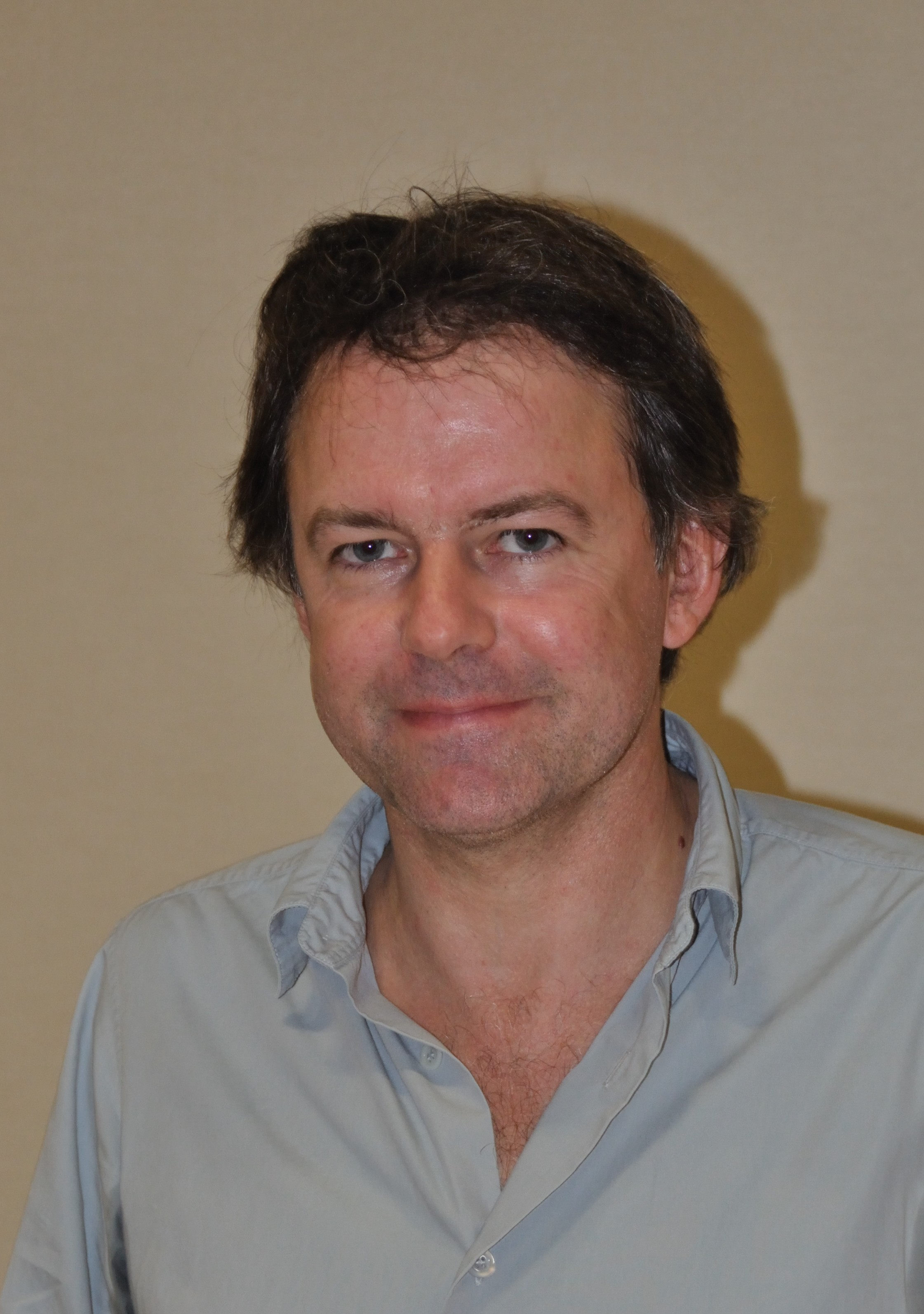
Yannick Haenel en 2011

Yannick Haenel envoie un exemplaire de son livre Jan Karski à Arthur Nauzyciel après avoir vu une pièce de ce metteur en scène, Ordet. Nauzyciel lit le livre alors que son oncle Charles Nauczyciel, qui a été déporté à Auschwitz, vient de mourir. La question de la transmission des témoignages de la Shoah le touche donc particulièrement, et il rejoint en cela les intentions de Yannick Haenel dont le livre porte comme épigraphe une citation de Paul Celan : « Qui témoigne pour le témoin ? ». Arthur Nauzyciel affirme ainsi : « J'ai maintenant quarante ans et je me demande comment transmettre, léguer cette histoire que j'ai vécue en héritage ».
Ayant choisi d'adapter ce livre à la scène, Arthur Nauzyciel réunit des artistes avec lesquels il a déjà collaboré, comme le chorégraphe Damien Jalet, le décorateur américain d'origine cubaine Riccardo Hernandez, le créateur sonore Xavier Jacquot, le styliste José Lévy et l'éclairagiste américain Scott Zielinski, la danseuse Alexandra Gilbert et l'acteur Laurent Poitrenaux. Il fait appel également au plasticien polonais Miroslaw Balka pour la vidéo de la deuxième partie du spectacle et au musicien Christian Fennesz. Les répétitions se déroulent à Orléans, New York et Varsovie, et la pièce est jouée pour la première fois le 6 juillet 2011 en ouverture du festival d'Avignon,. Au cours de la saison 2011-2012, elle est successivement représentée à Orléans, Clermont-Ferrand, Reims, Bourges, Lorient et Sceaux.

## Équipe ayant participé à la création du spectacle
- Adaptation : Arthur Nauzyciel d'après Yannick Haenel
- Mise en scène : Arthur Nauzyciel
- Vidéo : Miroslaw Balka
- Musique : Christian Fennesz
- Décor : Riccardo Hernandez
- Chorégraphie : Damien Jalet
- Son : Xavier Jacquot
- Costumes : José Lévy
- Lumière : Scott Zielinski
- Distribution :
  - Arthur Nauzyciel : personnage narrateur de la première partie
  - Laurent Poitrenaux : Jan Karski
  - Alexandra Gilbert : Pola Nirenska
  - Marthe Keller : voix off sur la vidéo de la deuxième partie

## Structure et contenu de la pièce
Cette section ne s'appuie pas, ou pas assez, sur des sources secondaires ou tertiaires indépendantes du sujet.

Pour l'améliorer, ajoutez-en, ou placez des modèles {{Source secondaire souhaitée}} ou {{Source secondaire nécessaire}} sur les passages mal sourcés. (juin 2022)

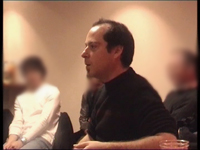
Arthur Nauzyciel en 2006

La pièce reprend l'organisation en trois parties du livre de Yannick Haenel bien qu'aucun entracte ne soit prévu. Chacun des trois moments propose un dispositif singulier de mise en scène où la parole du témoin prend une valeur différente.
Dans un premier temps, après un prologue constitué d'un dialogue en allemand et polonais suivi du bruit d'un train évoquant la déportation des Juifs, Arthur Nauzyciel relate l'entretien accordé par Jan Karski à Claude Lanzmann pour son film Shoah. Le décor (deux fauteuils, une table basse, un projecteur et une caméra à côté d'une grande image représentant le visage de la statue de la Liberté) y fait d'ailleurs explicitement référence. Cette première séquence s'achève sur un numéro de claquettes exécuté par Nauzyciel sur la chanson Shein vi di Levone, air juif traditionnel qui adopte le rythme d'une rumba.
S'ensuit une transition sonore qui marque le retour à une atmosphère grave et durant laquelle un écran est abaissé pour la deuxième partie du spectacle. Une vidéo, œuvre de Miroslaw Balka, suit inlassablement le tracé du contour du ghetto de Varsovie sur le cadastre de la ville filmé en gros plan. Durant cette projection, la voix de Marthe Keller reprend l'histoire de Jan Karski telle qu'il l'a racontée dans son livre paru en 1944, Story of a Secret State. Les motifs géométriques de cette vidéo et son aspect répétitif lui confèrent un caractère hypnotique.
Dans la troisième et dernière partie, Laurent Poitrenaux interprète Jan Karski et, dans les coulisses de l'opéra de Varsovie, délivre le message du résistant polonais en suivant la version imaginée par Yannick Haenel. Lorsqu'il se tait, Alexandra Gilbert entame une danse qui évoque les corps souffrants et désarticulés des victimes du génocide, rappelant que la femme de Jan Karski, Pola Nirenska, elle-même danseuse et chorégraphe, avait travaillé sur ce thème. Cette danse conclut le spectacle, qui dure environ deux heures et demie.

## Accueil critique
La pièce d'Arthur Nauzyciel a été plutôt bien accueillie par les critiques, même s'ils émettent souvent des réserves. La durée du spectacle est notamment mise en cause : si Didier Méreuze souligne ses « longueurs », Isabelle Francq le juge carrément « interminable ». Par ailleurs la polémique ayant entouré la parution du livre de Yannick Haenel trouve une continuité dans cette pièce. René Solis dénonce ainsi l'« effet comminatoire » du spectacle, dont la construction lui paraît dénier au public le droit de discuter la vision de l'histoire proposée. Fabienne Darge trouve de même que la pièce amplifie les passages discutés du livre de Haenel. Michel Voiturier fait toutefois valoir que si le spectateur dépasse ces réserves, il sera sensible à l'émotion et à la portée philosophique de cette pièce qui pose les questions de l'existence d'une conscience collective et des rapports entre réalité et fiction. Fabienne Pascaud va dans le même sens en affirmant que « toute réticence s'effondre » face au travail du metteur en scène, dont elle salue « la force d’évocation (jamais voyeuse), la puissance d’émotion (toujours retenue), la distance pudique (pleine d’intelligence) ». Patrick Sourd relève en outre que la démarche d'Arthur Nauzyciel, comme celle d'Haenel avant lui, s'inscrit dans la volonté de perpétuer la transmission des témoignages sur la Shoah alors que les derniers témoins du génocide disparaissent les uns après les autres et offre une voie nouvelle pour raconter ces événements. Caroline Châtelet y voit plutôt une limite : ce spectacle montrerait l'incapacité d'Arthur Nauzyciel « à dépasser la force du témoignage ».
Si les partis pris du metteur en scène ne font pas l'unanimité, la prestation de Laurent Poitrenaux, « acteur magnifique », est généralement saluée comme exceptionnelle. Fabienne Pascaud estime ainsi que Jan Karki est « magistralement incarné » par l'acteur, qui interprète ce personnage « avec une rigueur et une présence magistrale » selon Caroline Châtelet. Poitrenaux obtient d'ailleurs le prix Beaumarchais du meilleur acteur pour ce rôle.
La pièce décroche le prix Georges-Lerminier du meilleur spectacle créé en province pour la saison 2011-2012. Elle est reprise en 2018 au Théâtre national de Bretagne.